# René Osvaldo Rebolledo Salinas
René Osvaldo Rebolledo Salinas (Cunco, 22 settembre 1958) è un arcivescovo cattolico cileno, dal 14 dicembre 2013 arcivescovo metropolita di La Serena e dal 17 aprile 2024 presidente della Conferenza Episcopale del Cile.

## Biografia
René Osvaldo Rebolledo Salinas è nato il 22 settembre 1958 a Cunco, figlio di Bernardo Rebolledo e Berta Salinas.

### Formazione e ministero sacerdotale
Dopo aver compiuto gli studi filosofici e teologici nel seminario maggiore di san José di Mariquina, è stato ordinato sacerdote il 25 agosto 1984 dal vescovo di Villarrica Sixto José Parzinger Foidl.
Successivamente si è trasferito a Roma conseguendo il dottorato in teologia presso la Pontificia Università Urbaniana nel 1989.
Dal 1993 al 2003 è stato nominato rettore del seminario maggiore di San José di Mariquina.
Dal 1994 al 2000 è stato per due mandati presidente dell'organizzazione dei seminari cileni.

### Ministero episcopale
L'8 maggio 2004 papa Giovanni Paolo II lo ha nominato vescovo di Osorno.
Ha ricevuto l'ordinazione episcopale il 19 giugno successivo dalle mani del cardinale arcivescovo di Santiago del Cile Francisco Javier Errázuriz Ossa, co-consacranti il vescovo di Rancagua Alejandro Goić Karmelić e il vescovo di Villarrica Sixto José Parzinger Foidl.
Il 28 novembre 2008 e il 20 febbraio 2017 ha compiuto la visita ad limina.
Il 14 dicembre 2013 papa Francesco lo ha promosso arcivescovo metropolita di La Serena. La presa di possesso è avvenuta l'8 marzo 2014 ed ha ricevuto il pallio dal Santo Padre il 29 giugno 2014.
Dal 13 novembre 2018 al 28 luglio 2021 ha ricoperto il ruolo di vicepresidente della Conferenza episcopale del Cile, partecipando all'udienza papale del 14 gennaio 2019.

## Genealogia episcopale e successione apostolica
La genealogia episcopale è:
- Cardinale Scipione Rebiba
- Cardinale Giulio Antonio Santori
- Cardinale Girolamo Bernerio, O.P.
- Arcivescovo Galeazzo Sanvitale
- Cardinale Ludovico Ludovisi
- Cardinale Luigi Caetani
- Cardinale Ulderico Carpegna
- Cardinale Paluzzo Paluzzi Altieri degli Albertoni
- Papa Benedetto XIII
- Papa Benedetto XIV
- Papa Clemente XIII
- Cardinale Enrico Benedetto Stuart
- Papa Leone XII
- Cardinale Chiarissimo Falconieri Mellini
- Cardinale Camillo Di Pietro
- Cardinale Mieczysław Halka Ledóchowski
- Cardinale Jan Maurycy Paweł Puzyna de Kosielsko
- Arcivescovo Józef Bilczewski
- Arcivescovo Bolesław Twardowski
- Arcivescovo Eugeniusz Baziak
- Papa Giovanni Paolo II
- Cardinale Francisco Javier Errázuriz Ossa, P. di Schönstatt
- Arcivescovo René Osvaldo Rebolledo Salinas

La successione apostolica è:
- Vescovo Henry Joseph Balzan (2024)